# Jouy-sous-Thelle

Jouy-sous-Thelle este o comună în departamentul Oise, Franța. În 1 ianuarie 2022 avea o populație de 1.067 de locuitori.